# Marzyciel (powieść)
Marzyciel – powieść fantasy amerykańskiej autorki Laini Taylor z 2017 wydana przez Little, Brown Books for Young Readers. W Polsce pojawiła się nakładem wydawnictwa SQN w 2018. Powieść stała się bestsellerem według New York Timesa. Opowiada o młodym bibliotekarzu, Lazlo, który marzy o zobaczeniu mitycznego miasta Szloch. Książka łączy w sobie elementy high fantasy oraz realizmu magicznego.
Marzyciel jest pierwszym tomem dylogii Strange.The Dreamer.

## Fabuła
Lazlo dostał przydomek Strange przez swoje pochodzenie: w jego świecie to nazwisko przysługuje sierotom. Wychowuje się w otoczeniu mnichów. Gdy dorasta, trafia do olbrzymiej biblioteki, w której znajduje pracę. Tam ma okazję zgłębić fascynującą go legendę o mieście Szloch, niezwykle bogatej krainie, z którą podobno niegdyś handlowano. Niespodziewanie dostaje możliwość odbycia wyprawy przez pustynię Elmuthaleth, aby zobaczyć mityczne miasto.
Nad Szlochem wciąż unosi się "cień mrocznego czasu". To określenie całkiem dosłowne, bowiem nad miastem rozpościera się ogromna cytadela w kształcie serafina, która rzuca cień na miasto. Stanowi ona pozostałość po rządzących niegdyś miastem Mesarthimach – bogach o błękitnej skórze, którzy terroryzowali mieszkańców, aż zostali podstępnie zabici przez jednego z mieszkańców – Eril Fane'a. Wyprawa, której uczestnikiem staje się Lazlo, ma na celu pozbycie się kłopotliwej budowli, będącej reliktem minionej epoki i zasłaniającej niebo.
Cytadela, wbrew przekonaniom mieszkańców Szlochu, nie jest jednak całkowicie pusta. Mieszka w niej pięcioro "boskich pomiotów" – obdarzonych niezwykłymi zdolnościami pół bogów, pół ludzi, narodzonych w czasach tyranii Mesarthimów. Cudem uniknęły one rzezi z ręki Eril Fane'a, ukrywając się w trudno dostępnej części budowli. Przewodząca im Minya czeka na odpowiedni moment, by dokonać zemsty na ludzie Szlochu. Z kolei nazywana Muzą Koszmarów Sarai co noc dręczy mieszkańców w snach, podsuwając im obrazy okrucieństwa związane z Mesarthimami i rzezią. Pewnej nocy Sarai odwiedza we śnie również Lazlo, a wkrótce między tym dwojgiem rodzi się uczucie.
Rozdziały powieści prowadzone są naprzemiennie z perspektywy Lazlo oraz Sarai.